# 鉱山保安技術職員
鉱山保安技術職員（こうざんほあんぎじゅつしょくいん）とは、鉱山保安技術職員国家試験に合格した者である。2004年を最後に資格試験は廃止され、新規の資格取得はできなくなったが、既得の資格は現在も有効である。

## 概要
- 鉱山保安技術職員は鉱山での安全管理などの業務を行う責任者となるための資格である。

## 試験区分
- 上級
  - 上級保安技術職員
    - 甲種 - 甲種炭坑を有する鉱山、甲種炭坑を有する鉱山以外の石炭鉱山、金属鉱山等(核原料物質鉱山を除く。)、坑外保安係員(管理区域に係る保安に関する事項を分掌する坑外保安係員及び管理区域以外の区域における放射線障害の防止に関する事項を分掌する坑外保安係員並びに石油坑の坑外保安係員を除く。)、坑内保安係員(甲種炭坑を有する鉱山の坑内保安係員、管理区域に係る保安に関する事項を分掌する坑内保安係員、管理区域以外の区域における放射線障害の防止に関する事項を分掌する坑内保安係員及び石油坑の坑内保安係員を除く。)
    - 乙種 - 甲種炭坑を有する鉱山以外の石炭鉱山、金属鉱山等(核原料物質鉱山を除く。)、坑外保安係員(管理区域に係る保安に関する事項を分掌する坑外保安係員及び管理区域以外の区域における放射線障害の防止に関する事項を分掌する坑外保安係員並びに石油坑の坑外保安係員を除く。)、坑内保安係員(甲種炭坑を有する鉱山の坑内保安係員、管理区域に係る保安に関する事項を分掌する坑内保安係員、管理区域以外の区域における放射線障害の防止に関する事項を分掌する坑内保安係員及び石油坑の坑内保安係員を除く。)
    - 丙種 - 石油鉱山
    - 丁種 - 甲種炭坑を有する鉱山以外の石炭鉱山、金属鉱山等(核原料物質鉱山を除く。)、核原料物質鉱山、坑外保安係員(管理区域に係る保安に関する事項を分掌する坑外保安係員及び管理区域以外の区域における放射線障害の防止に関する事項を分掌する坑外保安係員並びに石油坑の坑外保安係員を除く。)、坑内保安係員(甲種炭坑を有する鉱山の坑内保安係員、管理区域に係る保安に関する事項を分掌する坑内保安係員、管理区域以外の区域における放射線障害の防止に関する事項を分掌する坑内保安係員及び石油坑の坑内保安係員を除く。)
- 普通
  - 保安係員
    - 坑外保安係員
      - 甲種 - 坑外保安係員（管理区域に係る保安に関する事項を分掌する坑外保安係員及び管理区域以外の区域における放射線障害の防止に関する事項を分掌する坑外保安係員並びに石油坑の坑外保安係員を除く。）
      - 丁種 - 坑外保安係員（管理区域に係る保安に関する事項を分掌する坑外保安係員及び管理区域以外の区域における放射線障害の防止に関する事項を分掌する坑外保安係員並びに石油坑の坑外保安係員を除く。）

    - 鉱場 - 鉱場保安係員、石油坑の坑外保安係員、石油坑の坑内保安係員
    - 坑内保安係員
      - 甲種 - 坑内保安係員（甲種炭坑を有する鉱山の坑内保安係員、管理区域に係る保安に関する事項を分掌する坑内保安係員、管理区域以外の区域における放射線障害の防止に関する事項を分掌する坑内保安係員及び石油坑の坑内保安係員を除く。）、甲種炭坑を有する鉱山の坑内保安係員
      - 乙種 - 坑内保安係員（甲種炭坑を有する鉱山の坑内保安係員、管理区域に係る保安に関する事項を分掌する坑内保安係員、管理区域以外の区域における放射線障害の防止に関する事項を分掌する坑内保安係員及び石油坑の坑内保安係員を除く。）
      - 丁種 - 坑内保安係員（甲種炭坑を有する鉱山の坑内保安係員、管理区域に係る保安に関する事項を分掌する坑内保安係員、管理区域以外の区域における放射線障害の防止に関する事項を分掌する坑内保安係員及び石油坑の坑内保安係員を除く。）、管理区域に係る保安に関する事項を分掌する坑内保安係員及び管理区域以外の区域における放射線障害の防止に関する事項を分掌する坑内保安係員

    - 機械 - 機械保安係員
    - 電気保安係員
      - 甲種 - 電気保安係員（甲種炭坑を有する鉱山の電気保安係員を除く。）
      - 乙種 - 電気保安係員（甲種炭坑を有する鉱山の電気保安係員を除く。）

    - 鉱害防止係員
      - 甲種 - 鉱害防止係員（金属鉱業等鉱害対策特別措置法（昭和四十八年法律第二十六号。以下「特別措置法」という。）第二条第一項に定める鉱物に係る鉱山の鉱害防止係員を除く。）、特別措置法第二条第一項に定める鉱物に係る鉱山の鉱害防止係員
      - 乙種 - 鉱害防止係員（金属鉱業等鉱害対策特別措置法（昭和四十八年法律第二十六号。以下「特別措置法」という。）第二条第一項に定める鉱物に係る鉱山の鉱害防止係員を除く。）

    - 汽缶係員 - 汽缶係員
    - 火薬係員 - 火薬係員
    - 発破係員
      - 甲種 - 発破係員（甲種炭坑を有する鉱山の発破係員を除く。）、甲種炭坑を有する鉱山の発破係員
      - 乙種 - 発破係員（甲種炭坑を有する鉱山の発破係員を除く。）

    - 溶接係員 - 溶接係員

## 受験資格
- 上級は大学、高専、高校等で鉱業に関する学科を修めて卒業した者又はこれと同等以上の学力を有する者で、1年以上鉱業の実務に従事した者、もしくは大学、高専、高校等で鉱業に関する学科を修めて卒業した者以外で5年以上の鉱業に関する実務経験者。普通は1年以上鉱業の実務に従事した者。但し、汽缶又は溶接係員試験を受けようとする者であって、当該職務に従事した経験が1年以上ある場合は、鉱業の実務経験がなくてもよいこととなっている。

## 試験
- 上級は7月中旬頃、普通は7月上旬頃に札幌、仙台、さいたま、栃木、名古屋、大阪、那覇で行われる。

### 試験科目
上級
- 甲種

1. 坑外保安
2. 坑内保安
3. 防爆保安
4. 電気保安
5. 機械保安
6. 鉱害防止
7. 鉱山保安法規

- 乙種

1. 坑外保安
2. 坑内保安
3. 電気保安
4. 機械保安
5. 鉱害防止
6. 鉱山保安法規

- 丙種

1. 鉱場保安
2. 電気保安
3. 機械保安
4. 鉱害防止
5. 鉱山保安法規

- 丁種

1. 坑外保安
2. 坑内保安
3. 放射線保安
4. 電気保安
5. 機械保安
6. 鉱害防止
7. 鉱山保安法規

普通
- 甲種坑外保安係員

1. 法規
2. 坑外保安

- 丁種坑外保安係員

1. 法規
2. 坑外保安
3. 放射線保安

- 鉱場保安係員

1. 法規
2. 鉱場保安

- 甲種坑内保安係員

1. 法規
2. 坑内保安
3. 防爆保安

- 乙種坑内保安係員

1. 法規
2. 坑内保安

- 丁種坑内保安係員

1. 法規
2. 坑内保安
3. 放射線保安

- 機械保安係員

1. 法規
2. 機械保安

- 甲種電気保安係員

1. 法規
2. 防爆保安
3. 電気保安

- 乙種電気保安係員

1. 法規
2. 電気保安

- 甲種鉱害防止係員

1. 法規
2. 特殊鉱害防止
3. 一般鉱害

- 乙種鉱害防止係員

1. 法規
2. 一般鉱害

- 汽缶係員

1. 法規
2. 汽缶保安

- 火薬係員

1. 法規
2. 火薬保安

- 甲種発破係員

1. 法規
2. 防爆保安
3. 発破保安

- 乙種発破係員

1. 法規
2. 発破保安

- 溶接係員

1. 法規
2. 溶接保安

## 主務官庁
- 経済産業省